# Biombo

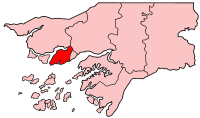
Biombos läge i Guinea-Bissau.

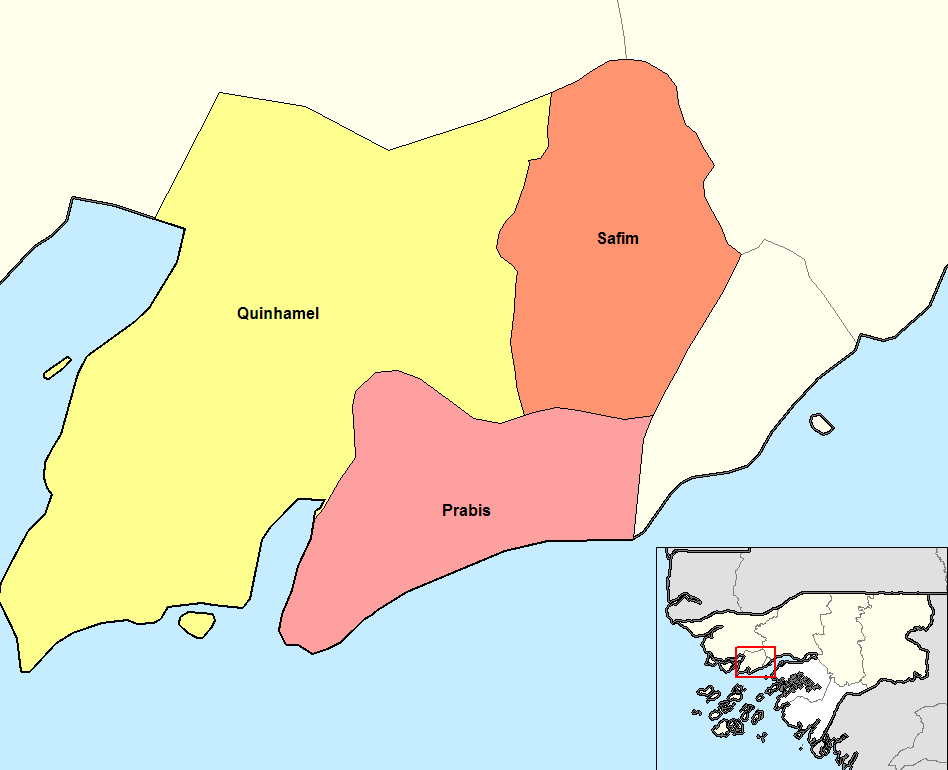
Regionens sektorer.

Biombo är en av Guinea-Bissaus administrativa regioner och är belägen i den västra delen av landet, med kust mot Atlanten. Befolkningen uppgick till 94 869 invånare vid folkräkningen 2009, på en yta av 838,8 kvadratkilometer. Den administrativa huvudorten är Quinhámel. 

## Administrativ indelning
Regionen är indelad i tre sektorer:
- Prábis
- Quinhámel
- Safim